# Удостоверение личности (Румыния)

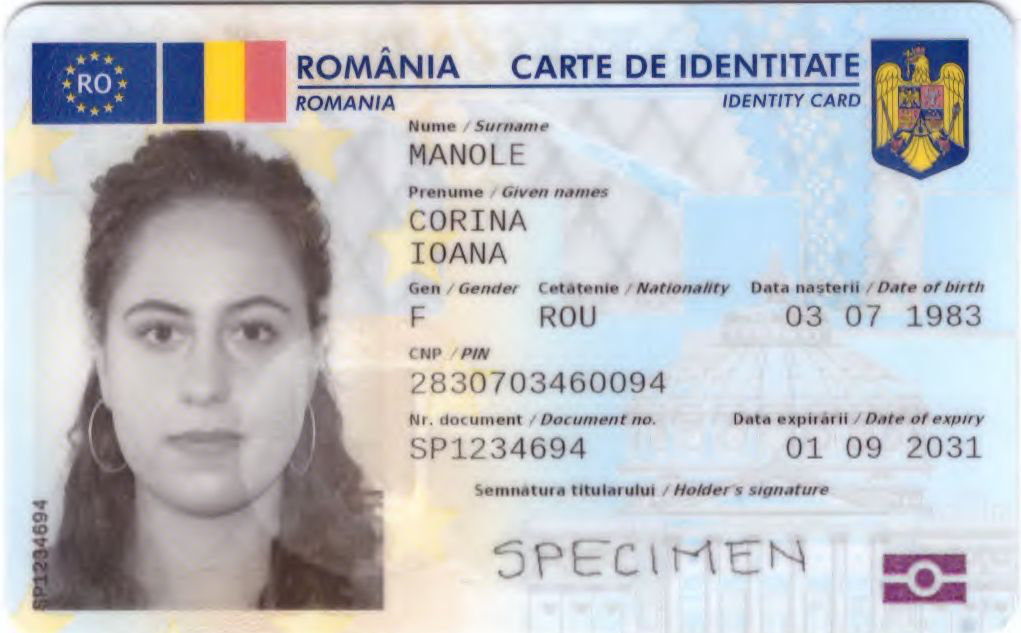
Образец удостоверения

Румынское удостоверение личности (рум. Carte de identitate) — документ, который выдаётся гражданам Румынии, проживающим на её территории. В первый раз выдаётся гражданам, которым исполнилось 14 лет. Для его получения необходимо подтвердить свою личность, место жительства на территории Румынии и гражданство Румынии.
Срок действия румынского удостоверения личности составляет:
- 4 года для лиц в возрасте 14—18 лет;
- 7 лет для лиц в возрасте 18—25 лет;
- 10 лет для лиц, которым исполнилось 25 лет;
- постоянное после исполнения 55 лет.

C 1 января 2007 года может использоваться для поездок внутри Европейского союза.

## Содержащаяся информация
- Серия из двух букв и номер из шести цифр удостоверения личности (меняется каждый раз в случае обмена удостоверения);
- CNP (рум. Cod Numeric Personal — рус. Личный числовой код) единый и неизменяемый код для каждого человека;
- Имя(ена);
- Фамилия;
- Пол;
- Филиация (с 2009 года филиация заменено на национальность);
- Дата рождения;
- Адрес проживания;
- Кем выдано;
- Срок действия (дата выдачи (ДД.ММ.ГГ) и дата истечения срока (ДД.ММ.ГГ));
- Автоматическая зона для чтения оптических символов.

## Внешние ссылки
Национальный Инспекторат по удостоверениям личности
Примеры образцов документов на разных этапах при получении румынского гражданства